# Paul Démann
Paul Démann, né à Budapest (alors ville de l'Empire austro-hongrois) le 18 juillet 1912 et mort le 7 août 2005 à Paris, est un prêtre de la Congrégation des Pères de Notre-Dame de Sion qui, dans le milieu catholique, a été l'artisan d’une nouvelle approche du peuple juif dans l'après-guerre.

## Éléments biographiques
Avant la guerre, Paul Démann fait des études d’architecture en Hongrie. De famille juive assimilée, il est attiré par le christianisme grâce à une lecture attentive des évangiles et est baptisé en 1934. En 1937, il rejoint Louvain en Belgique pour entrer dans la Congrégation des Pères de Notre-Dame de Sion et reçoit une formation théologique chez les Jésuites.
Il est ordonné prêtre le 21 mai 1944 et est licencié en théologie en 1945. Pendant la guerre, il cache et sauve des juifs en Belgique. Il commence aussi une thèse en théologie biblique sur les chapitres IX à XI de l’Épître aux Romains, thèse qui ne sera pas terminée.
Après la guerre, il dirige l’équipe des religieux de la Congrégation de Notre-Dame de Sion de Paris qui fonde un centre d’études et de documentation qui publiera entre 1947 et 1955 les Cahiers Sioniens. Les activités du centre et la diffusion des Cahiers sioniens contribuèrent à la préparation du Concile Vatican II et à la révision radicale de l’attitude chrétienne à l’égard des juifs et du judaïsme.
Paul Démann est un des participants catholiques de la Conférence de Seelisberg (1947). Le document Les 10 Points de Seelisberg définit les conditions d’une attitude chrétienne positive envers les Juifs. C’est à Seelisberg que Paul Démann fit la connaissance de Jules Isaac avec lequel il lia une étroite amitié.
Il a publié, entre les années 1948 et 1965, plusieurs études pionnières sur les relations entre le judaïsme et le christianisme.
À la suite de multiples épreuves, et notamment la mort de sa plus proche collaboratrice aux Cahiers Sioniens Renée Bloch en 1955, il est amené à quitter la Congrégation en mars 1963.

## Éléments bibliographiques

### De Paul Démann
- Antisémitisme et conscience chrétienne, Cahiers sioniens, Vol. 1, N° 3 du 1er janvier 1948
- La catéchèse chrétienne et le peuple de la Bible. Constatations et perspectives. Avec la collaboration de Renée Bloch. Préface du Cardinal Jules-Géraud Saliège, archevêque de Toulouse, Cahiers sioniens, numéro spécial (n° 3 et 4), 1952, 220 p.
- Les Juifs. Foi et destinée. Collection « Je sais que je crois ». Librairie Arthème Fayard, 1961, 111 p.
- Formation liturgique et attitude chrétienne envers les Juifs. Avec la collaboration de Renée Bloch. Cahiers sioniens, 1953, n°2-3, pp. 115–178

### Sur Paul Démann
- Olivier Rota, Dépasser les cadres du philosémitisme. La vision œcuménique de Paul Démann, Archives juives n°40/1 2007 Dossier philosémites chrétiens.
- Olivier Rota, Jules Isaac, Paul Démann, Charles de Provenchères. Le redressement de l’enseignement catéchétique concernant Israël dans les années cinquante, Sens, décembre 2008, pp. 673–682.
- Olivier Rota, Bruno Charmet et Paule Marx, Paul Démann, prêtre de Notre-Dame de Sion, artisan d’une nouvelle approche catholique du peuple juif dans le second après-guerre, Sens, février 2006, pp. 67–76.
- Lettres de Jules Isaac adressées à Paul Démann, Sens, 2003 n°7/8.
- Hommage à Paul Démann, numéro spécial de la revue Sens n° 305 - 2, février 2006 : Liminaire (Yves Chevalier) ; Paul Démann, artisan d’une nouvelle approche catholique du peuple juif dans le second après-guerre (Paule Marx, Olivier Rota, Bruno Charmet) ; De Seelisberg à Vatican II (Paul Démann) ; Sur Paul Démann (Geza Vermes) ; Témoignage (Fadiey Lovsky) ; Paul Démann, un maître et un ami (Pierre Lenhardt) ;Bibliographie des écrits de Paul Démann (Bruno Charmet)
- Menahem Macina, Le rôle de Paul Démann à Seelisberg, Sens octobre 1999, pp. 434–439.
- Menahem Macina, Pour une réhabilitation posthume de Paul Démann.